# Kursujärvet (Gällivare socken, Lappland)
Kursujärvet är en sjö i Gällivare kommun i Lappland och ingår i Kalixälvens huvudavrinningsområde.